# Ribalta di gloria
Ribalta di gloria (Yankee Doodle Dandy) è un film del 1942 diretto da Michael Curtiz.
Il film narra la vita, imprese, successi e affetti di George Michael Cohan (1878-1942), attore, autore, compositore, ballerino e impresario, noto col nomignolo di Yankee Doodle Dandy: una vera istituzione del teatro statunitense, il primo uomo di spettacolo a vedersi, vivo, dedicare un film biografico.
Nel 1993 è stato scelto per la conservazione nel National Film Registry della Biblioteca del Congresso degli Stati Uniti.
Nel 1998 l'American Film Institute l'ha inserito al centesimo posto della classifica dei migliori cento film statunitensi di tutti i tempi, mentre dieci anni dopo, nella lista aggiornata, è salito al novantottesimo posto.

## Trama
Dopo il debutto del suo più recente spettacolo, il celebre compositore e attore di riviste musicali George M. Cohan viene convocato alla Casa Bianca: la sua imitazione del presidente Roosevelt - teme - deve aver irritato il presidente. Questi lo accoglie invece con cordialità e gli chiede di raccontare qualcosa di sé. Di qui parte la narrazione del protagonista, che inizia dalla sua infanzia. Appartenente ad una famiglia cattolica irlandese che vive allestendo piccoli spettacoli musicali in provincia, George cresce sul palcoscenico e, assieme ai fondamentali dello spettacolo, impara a leggere le reazioni del 'popolo' (come ama chiamarlo lui) e a interpretarne i gusti. Questa sensibilità, assieme al suo talento e alla sua notevole caparbietà, lo fanno crescere come autore e come performer, fino a farlo sfondare a Broadway, con l'aiuto del suo socio in affari Sam Harris. Il successo però non gli dà alla testa: George mantiene ottime relazioni con padre, madre e sorella, che tiene sempre con lui nella compagnia teatrale e con i quali condivide tutte le fortune economiche; e si sposa con Maria, una brava ragazza, che aspirava a diventare attrice.
Allo scoppio della Prima Guerra Mondiale, il patriottico George cerca di arruolarsi, ma è troppo vecchio (39 anni). I suoi spettacoli comunque continuano a svolgere un ruolo decisivo nel sostenere il morale del paese, cantando l'America dei buoni sentimenti, rurale, semplice, ma forte; e dando corpo al sogno di autodeterminazione dell'americano medio. Tornati i tempi di pace, George conosce il dolore per la morte del vecchio padre. Con la scomparsa del padre e il matrimonio della sorella, i 'Four Cohan' dunque cessano l'attività e George, lasciata l'impresa con l'amico e socio Harris, decide di ritirarsi.
Parecchi anni dopo, nel 1942, indispettito per il fatto di non essere riconosciuto da due ragazzini, George viene indotto da Maria a tornare sul palcoscenico, in un nuovo show prodotto da Harris. È questo lo spettacolo in cui George propone l'imitazione del Presidente...
Si chiude il flashback e torniamo nello studio ovale. Il presidente consegna a George una medaglia d'onore del Congresso, in virtù al suo contributo allo 'spirito americano'. E lo invita a continuare a fare spettacoli che tengano alto il morale e coeso lo spirito degli americani in questi tempi difficili di guerra.

## Produzione
Il film fu prodotto dalla Warner Bros.; le riprese durarono dal 2 dicembre 1941 al 10 febbraio 1942.

## Distribuzione
Il copyright del film, richiesto dalla Warner Bros. Pictures, Inc., fu registrato il 1º gennaio 1943 con il numero LP11830.
Distribuito dalla Warner Bros., il film fu presentato in prima a New York il 29 maggio 1942.

## Riconoscimenti
- 1943 - Premio Oscar
  - Miglior attore protagonista a James Cagney
  - Miglior sonoro a Nathan Levinson
  - Miglior colonna sonora a Ray Heindorf e Heinz Roemheld
  - Candidatura Miglior film alla Warner Bros.
  - Candidatura Migliore regia a Michael Curtiz
  - Candidatura Miglior attore non protagonista a Walter Huston
  - Candidatura Miglior soggetto a Robert Buckner
  - Candidatura Miglior montaggio a George Amy
- 1942 - New York Film Critics Circle Award
  - Miglior attore protagonista a James Cagney